# Carl Johan Sennels
Carl Johan Sennels (født i 1981) er en dansk maler. I en alder af 17 år blev han i 1998 optaget på Det Kongelige Danske Kunstakademi og trods sin unge alder har han allerede gjort sig bemærket på den danske kunstscene. 
Hans første separatudstilling fandt sted på Galerie Moderne i januar 2003, hvor Sennels i de udstillede værker viser sin store malertekniske kunnen i en udpræget figurativ og hyperrealistisk stil. 
En del af hans værker kredser om det klassiske dyremotiv, men i en ny optik, hvor billedfladen rummer både tilsyneladende fritlevende dyr og tydeligvis udstoppede dyr. De naturalistisk gengivne dyr kontrasteres af en mere løssluppen penselføring i enkelte abstrakte dele af billedfladen.